# 凯莱-迪克森结构
在数系理论中，凯莱-迪克森构造以定义在实数集的代数结构为基础构造出新的代数系统序列。序列中每一个代数系统的维度都是其前一个的2倍。所有通过该过程产生的代数系统，即所谓的凯莱-迪克森代数系。它扩展了复数的概念，属于超复数的范畴。
凯莱-迪克森构造的代数系统中，都有范数和共轭的概念。从广义的概念上讲，集合中的一个元素和它的共轭的乘积等于它的范数的平方。
一个有趣的现象是，在凯莱-迪克森构造的代数系统序列中的每一个代数系统比起其前一个系统，除了有一个更高的维度数之外，都将失去前一个系统所拥有的一个特定性质。

## 写为有序对的复数
复数可以被写成实数a和b的有序对(a, b)。同时加法运算为对应分量相加，乘法则定义为
{\displaystyle (a,b)(c,d)=(ac-bd,ad+bc).\,}
一个第二分量为零的复数伴随着一个实数：复数(a, 0)就是实数 a。
另一个重要的复数运算是共轭。(a, b)的共轭(a, b)*如下给出
{\displaystyle (a,b)^{*}=(a,-b).\,}
共轭具有性质
{\displaystyle (a,b)^{*}(a,b)=(aa+bb,ab-ba)=(a^{2}+b^{2},0),\,}
这是一个非负实数。这样，共轭定义了一个“范数”，使复数成为了实数域上的赋范线性空间：复数 z的范数为
{\displaystyle |z|=(z^{*}z)^{1/2}.\,}
此外，对于任何非零复数 z，共轭给出一个乘法逆元
{\displaystyle z^{-1}={z^{*}/|z|^{2}}.\,}
既然复数由两个独立的实数组成，则全体复数构成实数域上的线性空间。
此外，作为较高维的数，复数可以说比实数缺少了一个代数性质：一个实数的共轭是其自身。

## 四元数
构造的下一步是推广乘法和共轭。
复数{\displaystyle a}和{\displaystyle b}的有序对{\displaystyle (a,b)}的乘法定义为
{\displaystyle (a,b)(c,d)=(ac-d^{*}b,da+bc^{*}).\,}
公式中的细微变化是合理的；构造的结果是产生在忽略基的记号下是同一的结构。
因子的次序似乎很奇怪，但对于下一步意义重大。
定义{\displaystyle (a,b)}的共轭{\displaystyle (a,b)^{*}\,}
{\displaystyle (a,b)^{*}=(a^{*},-b).\,}
这些符号是它们在复数情况下的直接推广：如果{\displaystyle a}和{\displaystyle b}是从复数集的实数子集中选取，则共轭在公式中的表现没有影响，所以这些运算和在复数下一样。
一个元素和它的共轭之积为非负实数：
{\displaystyle (a,b)^{*}(a,b)=(a^{*},-b)(a,b)=(a^{*}a+b^{*}b,ba^{*}-ba^{*})=(|a|^{2}+|b|^{2},0).\,}
同之前一样，共轭运算产生了一个范数和任一有序对的逆。所以在前述情况下，这些有序对组成了一个有些像实数的代数。它们被称为四元数，由威廉·哈密顿于1843年命名。
由于四元数由独立的两个复数组成，它们构成实数域上的4维线性空间。
四元数的乘法并不完全和实数相同。它是非交换的，也就是说如果{\displaystyle p}和{\displaystyle q}是四元数，并不总能得到{\displaystyle pq=qp}。

## 八元数
从这里开始，所有步骤看起来是一样的。
这次，四元数{\displaystyle p}和{\displaystyle q}的有序对{\displaystyle (p,q)}的乘法和共轭定义如同四元数一样：
{\displaystyle (p,q)(r,s)=(pr-s^{*}q,sp+qr^{*}).\,}
然而，注意到四元数是非交换的，因子在乘法公式中的次序变得很重要——如果最后一个因子是{\displaystyle r^{*}q}而不是{\displaystyle qr^{*}}，从一个元素与其共轭的积的公式得不到一个实数。
由与之前完全一样的原因，共轭运算产生了一个范数和任一非零元的逆。
这个由约翰·格雷夫斯在1843年描述的代数被称为八元数或者“凯莱数”。
由于八元数由独立的两个四元数组成，它们构成实数域上的8维线性空间。
八元数的乘法比四元数还要奇怪。除了非交换，它还是非结合的：如果{\displaystyle p}, {\displaystyle q}和{\displaystyle r}都是八元数，则并不总能得到
{\displaystyle (pq)r=p(qr).\ }

## 进一步的代数
紧接着八元数的代数是十六元數。它保留了一个叫幂结合性的代数性质：如果{\displaystyle s}是一个十六元数，则{\displaystyle s^{n}s^{m}=s^{n+m}}。但失去了作为交错代数的性质，从而不再是合成代数。
凯莱-迪克森构造能继续进行下去，產生如三十二元數、六十四元數等代數結構，每一步产生一个幂结合代数，其维数为前一步产生的代数的两倍。

## 一般凯莱-迪克森构造
Albert (1942，第171頁)给出一个略为一般化的结论。A是一个带对合的代数，定义B=A⊕A上的积和对合为
{\displaystyle (p,q)(r,s)=(pr-\gamma s^{*}q,sp+qr^{*})\,}
{\displaystyle (p,q)^{*}=(p^{*},-q)\ }
这里γ为一个和*以及左乘右乘可交换的加性映射。（在实数上γ的所有选择等价于−1,0或1）
在这种构造中，A是一个带对合的代数，意味着：
- A对于+是阿贝尔群。
- A有一个适合对+的左右分配律的乘法。
- A有一个对合*，这里x** = x, (x+y)* = x*+y*,  (xy)* =y*x*。

由凯莱-迪克森构造生成的代数B=A⊕A仍然是带对合的代数。
B继承自A而未改变的性质有
- 若A有单位元1A，则B有单位元(1A, 0)。
- 若A有性质x+x*、 xx*与所有元素结合且交换，则B也有此性质。这一性质意味着任何元素引起一个交换、结合的*-代数，特别的，该代数满足幂结合性。

A的其他性质仅诱导出B的较弱性质：
- 若A是交换的并具有平凡对合，则B是交换的。
- 若A是交换的和结合的，则B是结合的。
- 若A是结合的，x+x*、 xx*与所有元素结合且交换，则B是交错的。